# Creu dels Herois Nacionals al mont Caraiman
La creu commemorativa dels herois romanesos de la Primera Guerra Mundial (en romanès: Crucea comemorativă a eroilor români din Primul Război Mondial), també anomenada Creu dels Herois al Mont Cairaman (Crucea Eroilor de pe Muntele Caraiman) és un monument construït entre el 1926 i el 1928 al pic Caraiman a una altitud de 2.291 metres. Està situat a Romania, a les muntanyes Bucegi dels Carpats del Sud. Té una alçada de 36 metres (118 peus) i la ciutat més propera és Buşteni. El nom del monument és "La creu dels herois", però popularment es coneix com "la creu de Caraiman".

## Localització i mida
La Creu dels Herois es troba a la falda de les muntanyes Caraiman, a la vall de Seacă, a una altitud de 2.291 metres (7.516 peus). La creu té una alçada de 28 metres (92 peus) i dos braços de 7 metres (23 peus) cadascun. El monument és la creu cimera més alta del món situada a tal altitud, tal com va reconèixer el 2014 la Guinness World Records. L'amplada del pal vertical és de 2 metres, els braços horitzontals tenen una longitud per pal de fus de 7 metres i una secció quadrada amb laterals de 2 metres. La creu està formada per perfils d'acer i està muntada sobre un pedestal de formigó revestit amb pedra de 75 metres d'alçada. Dins del pedestal hi ha una sala que originalment allotjava el generador elèctric que alimentava les 120 bombetes de 500 W cadascuna situades al perímetre de la creu.

## Construcció de monuments
La Creu dels Herois es va construir entre 1926 i 1928 en memòria dels herois ferroviaris que van morir de servei durant la Primera Guerra Mundial lluitant contra els exèrcits de les potències centrals. La creu es va erigir a iniciativa de Maria d'Edimburg i del rei Ferran de Romania per tal de ser vista des de la distància més llarga possible. El projecte general va ser desenvolupat pels arquitectes romanesos Georges Cristinel i Constantin Procopiu. La construcció del monument va començar el 1926 i es va acabar l'agost del 1928. La reina Maria havia seguit de prop l'aplicació de les seves instruccions fins a la finalització del projecte. La inauguració i consagració del monument va tenir lloc el 14 de setembre de 1928 el dia de la Santa Creu.
El monument estava format per travesses de metall unides per reblons en un patró de xarxa. La construcció real la va fer la Heroes' Cult Society que va mobilitzar un gran nombre de joves. Les eines, la fusta, les peces metàl·liques, la resta de components i tots els materials necessaris els van transportar en tren fins a l'estació de ferrocarril de Buşteni. A partir d'aquí, algunes bigues metàl·liques i altres materials de construcció van ser transportats per bous a la ruta Buşteni - Sinaia - Pic Păduchiosul - Pic Dichiu - Altiplà de Bucegi - Pic Caraiman i la resta de materials van ser transportats pel funicular propietat de la fàbrica de paper Buşteni. El funicular va transportar diferents parts al llarg de la vall de Jepilor fins al cantó de Schiel, on van ser duts per camins estrets amb cavalls i rucs fins al cim del pic Caraiman.

## Il·luminació
Al principi la il·luminació del monument es va fer amb l'ajut d'un generador d'electricitat (situat al pedestal de formigó) i 120 bombetes de 500 W cadascuna. El 1939 la Creu es va connectar a la xarxa energètica nacional i, per tant, el generador va quedar redundant; l'energia arriba per cable subterrani des de la subestació elèctrica del complex de relés de ràdio Coştila situat a una altitud de 2.487 metres. Fins al règim comunista del 1948, la creu es va encendre la nit de la Dormició dels Theotokos (15 d'agost), però també el dia de l'Ascensió i la celebració del Dia de la Memòria dels Herois.
Actualment el monument està administrat per l'Ajuntament de Buşteni. Avui en dia, a la nit, la Creu de Caraiman està il·luminada amb 300 bombetes de 500 W cadascuna i es pot veure a desenes de quilòmetres de distància, a la vall de Prahova. Hi ha un nou projecte que pretén cobrir la creu amb un colorant fluorescent i la part superior de la creu convertir-la en un punt làser projectat al cel.

## Galeria d'imatges

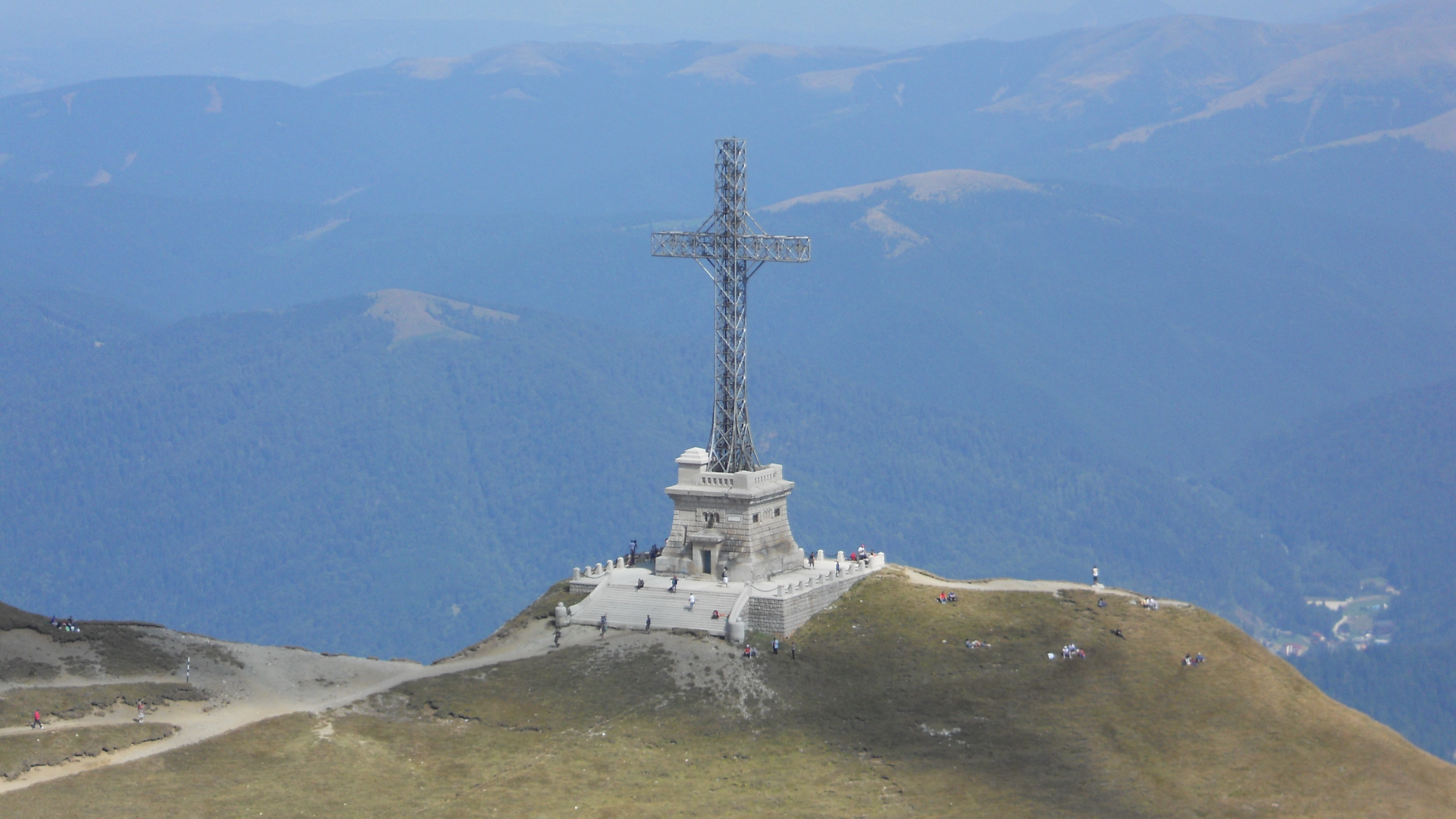
Creu dels herois
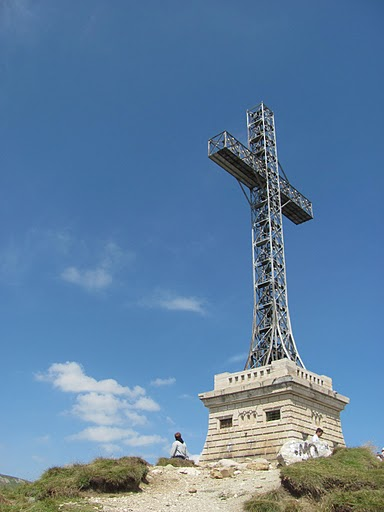
Vista lateral de la Creu dels Herois
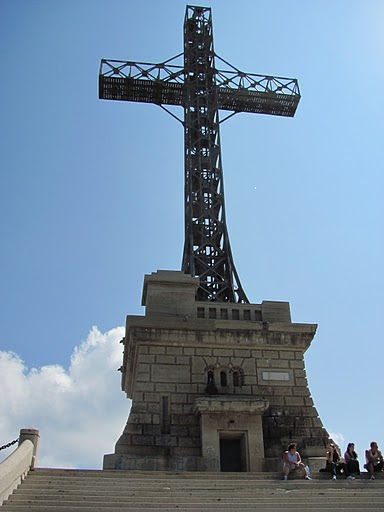
Creu dels Herois: vista des de les escales
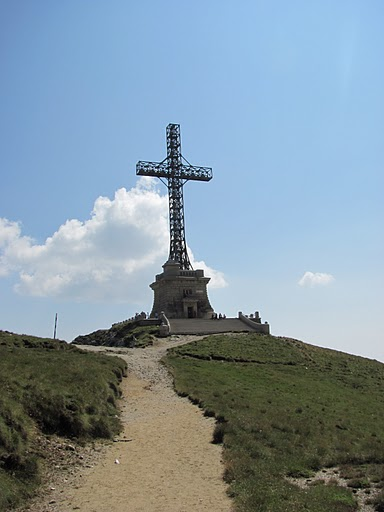
Vista lateral de la Creu dels Herois
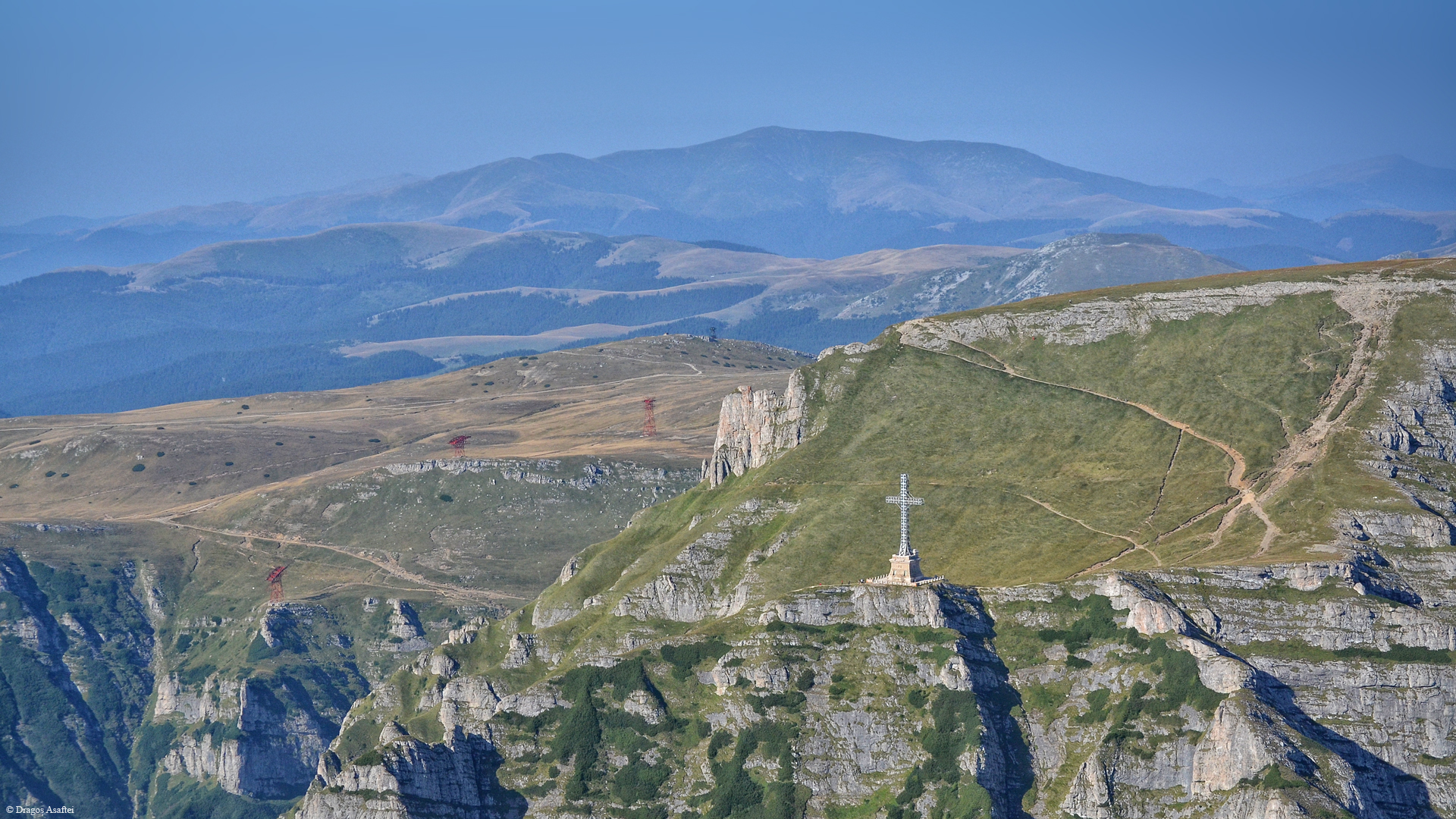
Vista aèria